# Đorđe Marjanović
Đorđe Marjanović (Kučevo, 30. listopada 1931. – Beograd, 15. svibnja 2021.)  bio je poznati jugoslavenski i srpski pjevač zabavne glazbe, koji je u Hrvatskoj danas vjerojatno najpoznatiji po svojoj svađi s Vice Vukovom za vrijeme putujućeg festivala Pjesma Ljeta 1968. u Tučepima. Od tada je Đorđe Marjanović postao persona non grata za hrvatske medije i publiku.

## Životopis
Đorđe Marjanović se glazbom počeo baviti kao student 1950-ih (studirao je farmaciju). Prvi veći uspjeh ostvario je poslije televizijskog nastupa u kojem je otpjevao tada vrlo popularnu pjesmu "Zvižduk u osam". Bio je sudionik gotovo svih festivala zabavne glazbe u bivšoj Jugoslaviji. Postigao je uspjeh na festivalu u Opatiji 1960. kada je podijelio nagradu s Markom Novoselom: u alternaciji su otpjevali pjesmu Marija Bogliunija i Arsena Dedića "Prodavač novina". 
Svjestan svojih ne baš velikih glasovnih mogućnosti, okrenuo se glumi i teatralnom nastupu na pozornici (padao je na koljena, plakao), a takvim je nastupima pridobio grupu trajnih obožavatelja koji su ga bezrezervno podržavali. Njegovi su obožavatelji napravili prave male demonstracije nakon festivala "Beogradsko proleće", kada je – po njihovu mišljenju – Marjanoviću nepravedno uskraćena prva nagrada. Svoje obožavatelje, zvane Đokisti, Marjanović je uvijek vrlo brižno podržavao i poticao. 
Marjanović je bio poznat po svojim čestim i dugotrajnim turnejama po Sovjetskom Savezu, gdje je osvojio značajan krug obožavatelja. Njegovi najveći hitovi, uz već spomenuti "Zvižduk u osam", bili su: "Lazarela", "O, kakav mesec", "Lepotica", "Biondina", "Renato", "Ja plaćam ove noći", "Raznosač mleka", "Beograde", "Devojko mala", "Romana", "Đavoli", "Dirlada", "Lazarela", "Milord" i "Natali" (posljednje dvije bile su prepjevi popularnih francuskih šansona). Đorđe Marjanović je snimio mnogo ploča, najviše za PGP RTB.
Dana 14. travnja 1990. nastupio je u Australiji kao gost na koncertu Lepe Brene u Melbournu: dok je na tom koncertu pjevao pjesmu "Mene nema ko da žali" doživio je moždani udar. Dugo se potom oporavljao, a neko vrijeme nije mogao ni govoriti. Poslije toga pojavljivao se u javnosti, ali više nije pjevao u živo.
Preminuo je 15. svibnja 2021. u 90. godini u Beogradu od posljedica COVIDa-19.

## Vanjske poveznice
- Službene stranice  Arhivirana inačica izvorne stranice od 14. travnja 2009. (Wayback Machine)